# San Mateo (kommun)
San Mateo är en kommun i Colombia.   Den ligger i departementet Boyacá, i den centrala delen av landet, 260 km nordost om huvudstaden Bogotá. Antalet invånare är 4 790. Arean är 131 kvadratkilometer.
Terrängen i San Mateo är mycket bergig.